# Palomar Distant Solar System Survey
O Palomar Distant Solar System Survey (PDSSS) foi um amplo campo de pesquisa que visava encontrar objetos transnetunianos distantes usando o telescópio robótico Samuel Oschin de 1,2 metro do Observatório Palomar e a QUEST large-area câmera CCD. O PDSSS foi projetado especificamente para identificar possíveis membros de uma população Sedna com periélios superiores a 45 UA. A limitação de magnitude deste estudo foi de 21,3 na banda R, era sensível para distâncias de 1,000 AU, e 12.000 graus quadrados do céu foram revistados. Este programa de observação foi o responsável pela descoberta de 25 corpos menores, incluindo objetos transnetunianos e centauros. (309239) 2007 RW10 e 229762 Gǃkúnǁʼhòmdímà estavam entre os objetos descobertos pelo projeto. Ele foi capaz de detectar Sedna, mas não consegui identificar outros objetos em órbitas como Sedna.